# Casamance (tartomány)
Casamance (franciául: Casamance [ kɑzamɑ̃s ; volof: Kasamansa) Szenegál Gambiától délre fekvő, közel 1/3 magyarországnyi területe, beleértve a Casamance folyót is. Legnagyobb városa Ziguinchor.

## Demográfia
Etnikailag és vallásilag sokszínű.
Etnikailag főként jolák és bainuk lakják. Jelentős kisebbségi lakosság a balanta, mande és a fuláni.
Vallásilag a lakosok az iszlámot, a kereszténységet és a hagyományos afrikai vallásokat követik.

## Függetlenedési törekvés
A régió Szenegáltól való függetlenségre törekszik. Az ún. Casamance-konfliktus egy folyamatban lévő konfliktus, amely 1982 óta folyik a szenegáli kormány és a Casamance Demokratikus Erők Mozgalma (MFDC) között.